# Flotjärnen (Ramsele socken, Ångermanland, 705119-152110)
Flotjärnen är en sjö i Sollefteå kommun i Ångermanland och ingår i Ångermanälvens huvudavrinningsområde.